# حوادث المفاعل النووي في الولايات المتحدة

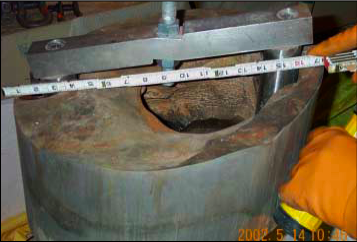
رأس المفاعل الناجم عن تسرب مستمر للمياه

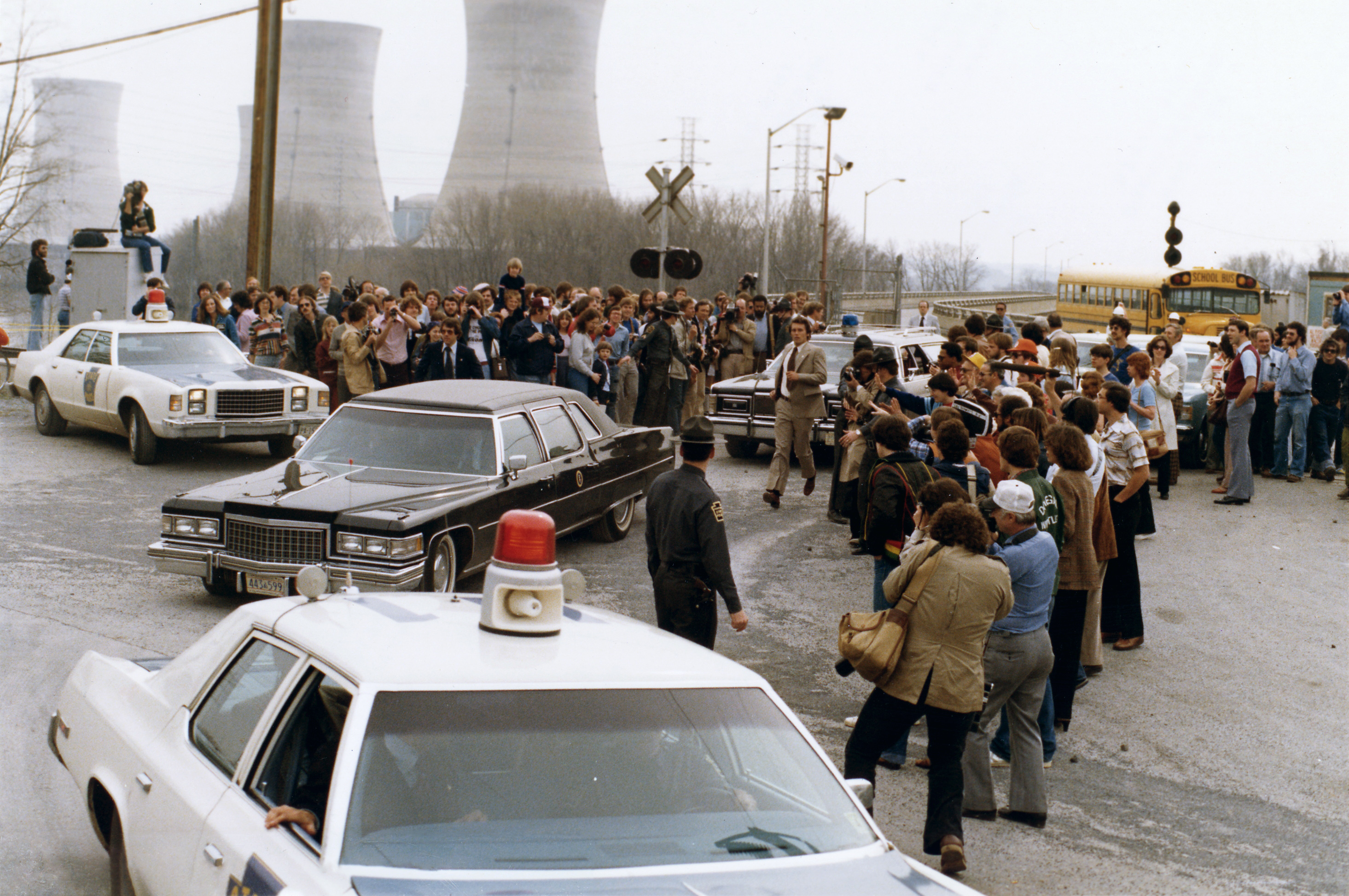
الرئيس جيمي كارتر يغادر جزيرة ثري مايل

أبلغ مكتب محاسبة الحكومة في الولايات المتحدة عن أكثر من 150 حادثًا في الفترة بين عامي 2001 و2006 لمنشآت نووية لا تعمل ضمن التوجيهات المقبولة للسلامة. وفقًا لمسح أُجري عام 2010 لحوادث الطاقة، كان هناك ما لا يقل عن 56 حادثًا من حوادث المفاعلات النووية في الولايات المتحدة (تُعرّف بأنها الحوادث التي تسفر عن خسائر في الأرواح أو عن أكثر من 50,000 دولار أمريكي من الأضرار في الممتلكات). وقعت أخطر هذه الحوادث في جزيرة الثلاثة أميال في عام 1979. كانت محطة ديفيس بيس للطاقة النووية مصدرًا لاثنين من أكبر خمسة حوادث نووية في الولايات المتحدة منذ عام 1979. تضمن عدد قليل من الحوادث نسبيًا خسائر بشرية.

## السياق
على الصعيد العالمي، سُجّل ما لا يقل عن 99 حادثًا (على الصعيد المدني والعسكري) في المفاعلات النووية بين عامي 1952 و2009 (تُعرّف بأنها الحوادث التي تسفر عن خسائر في الأرواح أو عن أكثر من 50,000 دولار أمريكي من الأضرار في الممتلكات، وهو المبلغ الذي تحدد الحكومة الفيدرالية الأمريكية بقيمته حوادث الطاقة الكبرى التي يجب الإبلاغ عنها)، بقيمة إجمالية تبلغ 20.5 مليار دولار أمريكي من الأضرار في الممتلكات. تضمنت الحوادث الانصهار النووي، والانفجارات، والحرائق، وخسارة سائل التبريد، وحدثت في أثناء العمل في الظروف العادية وظروف الطوارئ القاسية (مثل الجفاف والزلازل). تشمل تكاليف أضرار الممتلكات تدمير الممتلكات، والاستجابة للطوارئ، والإصلاح البيئي، والإخلاء، وفقدان المنتجات، والغرامات، ومطالبات المحكمة. تميل الحوادث التي تحدث في موقع التشغيل إلى أن تكون باهظة الثمن نسبيًا نظرًا إلى أن المفاعلات النووية كبيرة ومعقدة.
وقع 56 حادثًا لمفاعلات نووية في الولايات المتحدة على الأقل. وقع أخطر هذه الحوادث في جزيرة الثلاثة أميال في عام 1979. كانت محطة ديفيس بيس للطاقة النووية مصدرًا لاثنين من أكبر خمسة حوادث نووية في الولايات المتحدة منذ عام 1979، حسب قول اللجنة التنظيمية النووية.
أبلغ مكتب محاسبة الحكومة في الولايات المتحدة عن أكثر من 150 حادثًا في الفترة بين عامي 2001 و2006 لمنشآت نووية لا تعمل ضمن التوجيهات المقبولة للسلامة. قال المكتب في عام 2006: «منذ عام 2001، نتج عن عملية مراقبة المفاعل (آر أو بّي) أكثر من 4000 نتيجة تفتيش تتعلق بفشل حاملي التراخيص في الامتثال التام لقوانين لجنة المراقبة النووية (إن آر سي) ومعايير الصناعة للتشغيل الآمن للمنشأة، وأخضعت لجنة المراقبة النووية أكثر من 75 بالمئة (79 بالتحديد) من 103 منشآت قيد العمل لزيادة الرقابة لفترات متفاوتة».

## نبذة تاريخية
شجع قانون الطاقة الذرية لعام 1954 الشركات الخاصة في الولايات المتحدة على بناء مفاعلات نووية، وكانت تلك مرحلة تعليمية مهمة تبعها العديد من حوادث الانصهار النووي الجزئية المبكرة والحوادث في المفاعلات التجريبية ومرافق البحث. أدى ذلك إلى إدخال قانون برايس-أندرسون في عام 1957، الذي كان «اعترافًا ضمنيًا بأن الطاقة النووية تنطوي على مخاطر لم يملك المنتجون رغبة في تحملها دون دعم اتحادي».
استمرت حوادث المفاعلات النووية في ستينيات القرن العشرين، إذ انفجر مفاعل اختبار صغير في المفاعل الثابت منخفض الطاقة الأول في شلالات أيداهو في يناير عام 1961، ما أدى إلى ثلاث وفيات، وكانت تلك أولى حالات الوفاة في تاريخ عمليات المفاعلات النووية الأمريكية. كان هناك أيضًا انصهار نووي جزئي في محطة إنريكو فيرمي لتوليد الطاقة النووية في ميشيغان في عام 1966.
أثار الحجم الكبير للمفاعلات النووية التي طًلبت خلال أواخر ستينيات القرن العشرين أسئلة جديدة حول السلامة وخلق مخاوف من وقوع حوادث خطيرة لمفاعلات من شأنها أن تطلق كميات كبيرة من الإشعاع إلى البيئة. في أوائل السبعينيات، وقع نقاش مثير للجدل بشكل كبير حول أداء أنظمة التبريد الأساسية للطوارئ في المنشآت النووية، والمصممة لمنع الانصهار النووي الأساسي الذي قد يؤدي إلى سيناريو «متلازمة الصين» (الذي يعني حدوث انصهار نووي)، ونال النقاش تغطية في وسائل الإعلام الشعبية والمجلات التقنية.

استقال أربعة مهندسين نوويين –ثلاثة من شركة جنرال إلكتريك وواحد من اللجنة التنظيمية النووية– في عام 1976، مصرحين بأن الطاقة النووية ليست آمنة كما يدّعي رؤساؤهم. شهد الأربعة أمام اللجنة المشتركة للطاقة الذرية بما يلي:
«إن الأثر التراكمي لجميع عيوب التصميم وأوجه القصور في تصميم محطات الطاقة النووية وبنائها وتشغيلها يجعل حوادث محطات الطاقة النووية، في رأينا، حدثًا لا ريب في وقوعه. لكن السؤال الوحيد هو متى سيقع، وأين».